# Pantelimon Romanovski
Pantelimon Romanovski (în ucraineană Пантелеімон Романовський; n. 21 aprilie 1952, Kirovohrad, RSS Ucraineană, URSS – d. 22 august 2019, Kropîvnîțkîi, Regiunea Kirovohrad, Ucraina) a fost un cleric ortodox din Ucraina, care a îndeplinit funcția de episcop de Kirovohrad și Novomîrhorod (fiind aflat sub oblăduirea canonică a Patriarhiei Moscovei și a întregii Rusii). Printre alte demnități deținute se numără și cea de vicar al Mitropoliei Cernăuților și Bucovinei, cu titlul de episcop de Cozmeni (1992–1993). 

## Biografie
Pantelimon Romanovski s-a născut la data de 21 mai 1952, în orașul Kirovohrad din RSS Ucraineană. A primit la numele + patronimicul de Pavlo Mihailovici Romanovski. A învățat la școala secundară (1959–1969), iar după absolvirea acesteia a intrat la Colegiul de Construcții din Kirovohrad. Între anii 1972-1974 și-a satisfăcut stagiul militar obligatoriu în cadrul Armatei Sovietice. Revenit din armată, a lucrat ca zidar la Fabrica Novator din Kirovohrad (1975–1980).
În paralel, în anul 1976, a absolvit cursurile Seminarului Teologic din Leningrad. A fost hirotonit ca diacon necăsătorit la 2 martie 1980 și ca preot la 7 aprilie 1981. Și-a desfășurat activitatea pastorală în Eparhia Asiei Mijlocii până în anul 1987. Este tuns în monahism la data de 29 decembrie 1989, cu numele de Pantelimon și slujește ca preot-paroh în Eparhia de Sumi. Apoi, între anii 1990–1991, lucrează pe postul de secretar al Administrației Eparhiale din Crimeea și Protopop al raionului Kerci. Timp de un an, a fost cleric în cadrul grupării schismatice intitulate Biserica Ortodoxă Autonomă a Ucrainei. După ce s-a pocăit de fapta sa, a reintrat în cadrul Bisericii Ortodoxe Ucrainene - Patriarhia Moscovei.
La data de 2 iulie 1992, ieromonahul Pantelimon Romanovski a fost numit de către Sf. Sinod al Bisericii Ortodoxe Ucrainene în funcția de Vicar al Eparhiei de Cernăuți și Bucovina, cu titlul de Episcop de Kițman (în română Cozmeni). A fost hirotonit întru arhiereu la 25 iulie 1992.
A îndeplinit apoi mai multe funcții de episcop vicar în diferite eparhii din Ucraina și anume: episcop de Konotop și Hluhiv, Vicar al Eparhiei de Sumi (din 1993), episcop de Vilniansk, Vicar al Eparhiei de Zaporojie (la sfârșitul anului 1993), episcop de Brusilov, Vicar al Eparhiei de Ovruci (din 1995) și episcop de Svitlovodsk, Vicar al Eparhiei de Kirovohrad (iulie–noiembrie 1998).
Între anii 1994-1999 a studiat la Academia Teologică din Kiev, susținându-și lucrarea de diplomă cu titlul Ecumenismul la începutul secolului al ХХI-lea. Lucrările sale au fost publicate în mai multe reviste ortodoxe și laice. 

## Episcop de Kirovohrad
Prin hotărârea Sf. Sinod al Bisericii Ortodoxe Ucrainene din 5 noiembrie 1998, Pantelimon a fost numit numit în scaunul episcopal de Kirovohrad, cu titlul de Episcop de Kirovohrad și Oleksandriia. Prin redenumirea eparhiei, a purtat titulatura de episcop de Kirovohrad și Novoarhanghelsk (din 27 iulie 2007) și pe cea de episcop de Kirovohrad și Novomîrhorod (din 24 noiembrie 2007).
În perioada păstoririi sale la Kirovohrad, au fost construite mai mult de 35 biserici și alte câteva zeci au fost restaurate, în special, cele aflate în centrul regional. Cu binecuvântarea sa, 19 preoți și-au completat studiile la Academia Teologică din Kiev, urmând cursuri prin corespondență și alți 8 la Seminarul Teologic din Kiev . 
A fost înființată Mănăstirea de călugări Sf. Elisabeta din Nova Balașivka. Pantelimon a hirotonit 80 de tineri ca diaconi și preoți. Au fost deschise 89 de școli duminicale și un centru educațional în orașul Svitlovodsk. S-a inițiat publicarea de reviste bisericești. 
Unul dintre evenimentele importante ale vieții culturale a orașului Kirovohrad a fost Festivalul de muzică bisericească „Mă rog pentru tine, Ucraină, la care au participat zeci de coruri bisericești și laice. Alte proiecte au fost realizate de administrația eparhială în colaborare cu Departamentul Cultural al Administrației Regionale de Stat – serile de muzică psaltică „Colinde de Crăciun” cu participarea Filarmonicii Regionale.
De asemenea, el a inițiat o serie de conferințe științifice practice pe teme legate de dezvoltarea educației spirituale, cooperarea dintre Biserică și Stat în diferite domenii ale vieții sociale etc., la care au participat profesori, medici, cercetători și activiști culturali. Pantelimon a colaborat cu organele interne ale statului la proiecte cum ar fi prevenirea contaminării cu virusul HIV și a consumului de droguri. 
Episcopul Pantelimon a luat parte la activitatea socială din oraș. Eparhia de Kirovohrad a înființat Casa de copii Îngerul-gardian cu ocazia aniversării a 2000 ani de la Nașterea Domnului și 250 de ani de la fondarea orașului. Pantelimon participă la diferite activități cetățenești, rurale, orășenești și regionale.

## Distincții
De-a lungul timpului, Pantelimon Romanovski a fost decorat cu următoarele distincții:
- Ordinul Sf. Serghei de Radonej, gradul II — acordat de Biserica Ortodoxă Rusă
- Ordinul Nașterii Domnului, gradul I - acordat de Biserica Ortodoxă Ucraineană
- Insigna de Onoare Pentru merite, gradul I, al Comitetului Executiv al Consiliului Orășenesc Kirovohrad
- Certificat de Merit al Administrației Regionale Kirovohrad
- Certificat de Merit al Cabinetului de Miniștri al Ucrainei (2007)